# Герб Кукморского района
Герб Ку́кморского муниципального района Республики Татарстан Российской Федерации.
Герб утверждён Решением № 44 Кукморского районного Совета 3 ноября 2006 года.
Герб внесён в Государственный геральдический регистр Российской Федерации под регистрационном номером 2738 и в Государственный геральдический реестр Республики Татарстан под № 78.

## Описание герба
«В червлёном поле под лазоревой главой, обременённой зелёной, окаймлённой золотом, о трёх вершинах горой — две вписанных золотых ветви ели, расходящихся веерообразно; пространство между половинами ветви зелёное, соединённое с горой; образованная при этом зеленая фигура обременена серебряной парой валенок носками врозь».

## Символика герба
Символика герба Кукморского района многозначна, геральдические фигуры в символической форме отражают всё многообразие историко-культурной, экономической жизни района, его природные особенности.
Зелёное трёхгорье, окаймлённое золотом, аллегорически символизирует природу района: рельеф района представляет собой возвышенную равнину, расчленённую долинами средних и малых рек.
Золотые ветви, вырастающие из склонов острия (горы), символизируют ландшафтный памятник природы «Кукморская гора». Этот рукотворный лесной массив был заложен в 1966 году. Сейчас здесь произрастают такие редкие растения как ракитник Цингера, дремлик широколистный, чина сероватая и многие другие.
Изображение золотых ветвей также напоминает струи расплавленного металла, что аллегорически указывает на металлургическое производство — Кукморский завод металлопосуды.
Изображение валенок, украшенных цветными узорами, в гербе указывает на исторически сложившийся в районе валяльно-обувной промысел, который со временем сменился фабричным производством. В настоящее время изделия искусных кукморских мастеров известны далеко за пределами района и даже Республики.
Золото и зелёный цвет аллегорически показывают сельское хозяйство района. Золото — символ урожая, богатства, стабильности, уважения; зелёный цвет — символ природы, здоровья, жизненного роста.
Серебро — символ совершенства, благополучия, чистоты, мира и взаимопонимания.
Красный цвет — символ мужества, силы, трудолюбия, красоты и праздника.
Синий цвет — символ чести, благородства, духовности, небесных просторов и водных потоков.

## История герба
Разработка герба района произведена авторской группой Геральдического совета при Президенте Республики Татарстан и Союза геральдистов России в составе:
Рамиль Хайрутдинов (Казань), Радик Салихов (Казань), Ильнур Миннуллин (Казань), Константин Мочёнов (Химки), Кирилл Переходенко (Конаково), Оксана Афанасьева (Москва), при участии Чулпан Юсуповой (Набережные Челны).